# هیوز (آرکانزاس)
هیوز (آرکانزاس) (به انگلیسی: Hughes, Arkansas) یک شهر در ایالات متحده آمریکا با جمعیت ۱٬۸۶۷ نفر است که در آرکانزاس واقع شده‌است.

## موقعیت جغرافیایی
موقعیت جغرافیایی شهرها و مناطق اطراف به شرح زیر است:

## نگارخانه

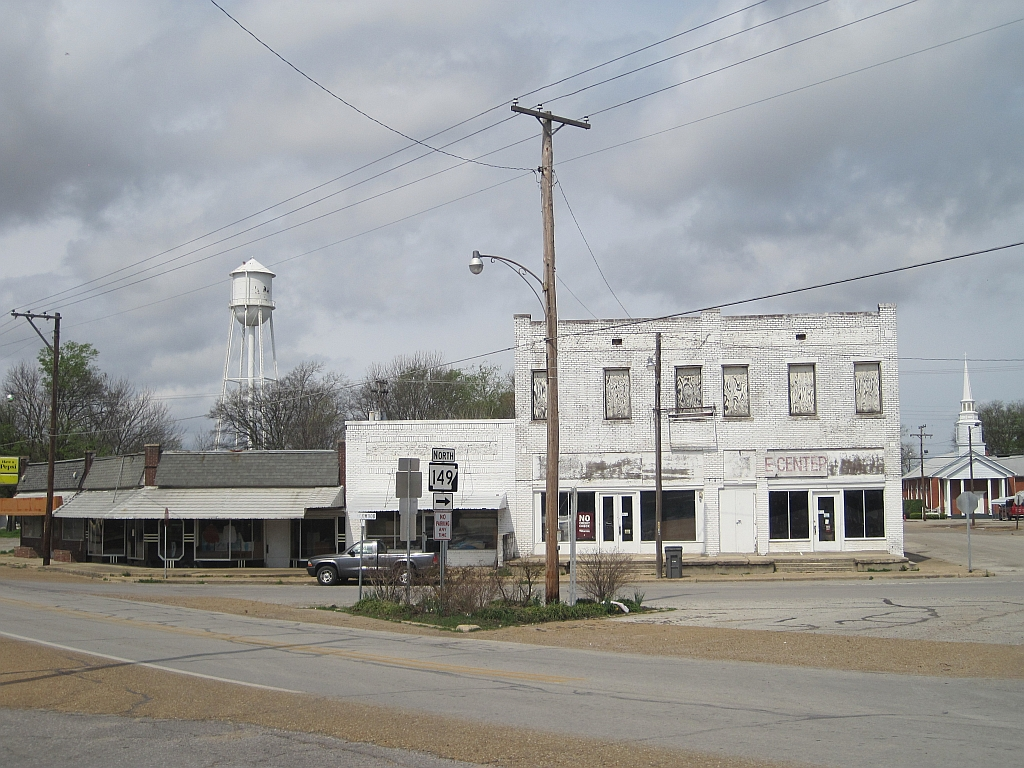
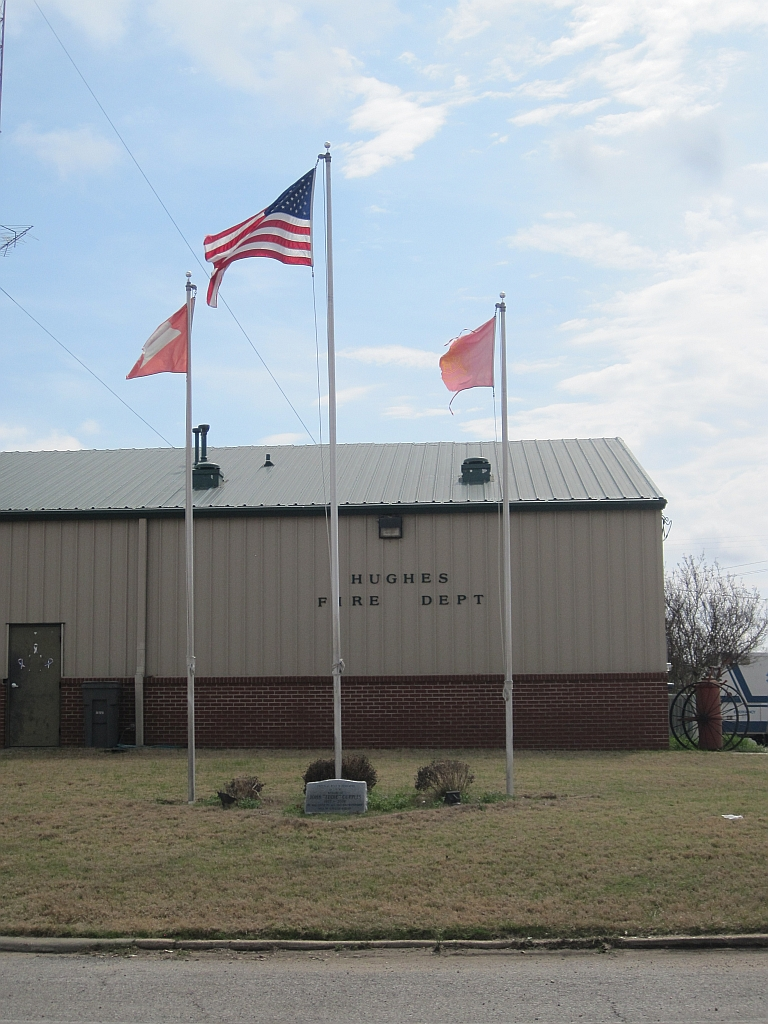
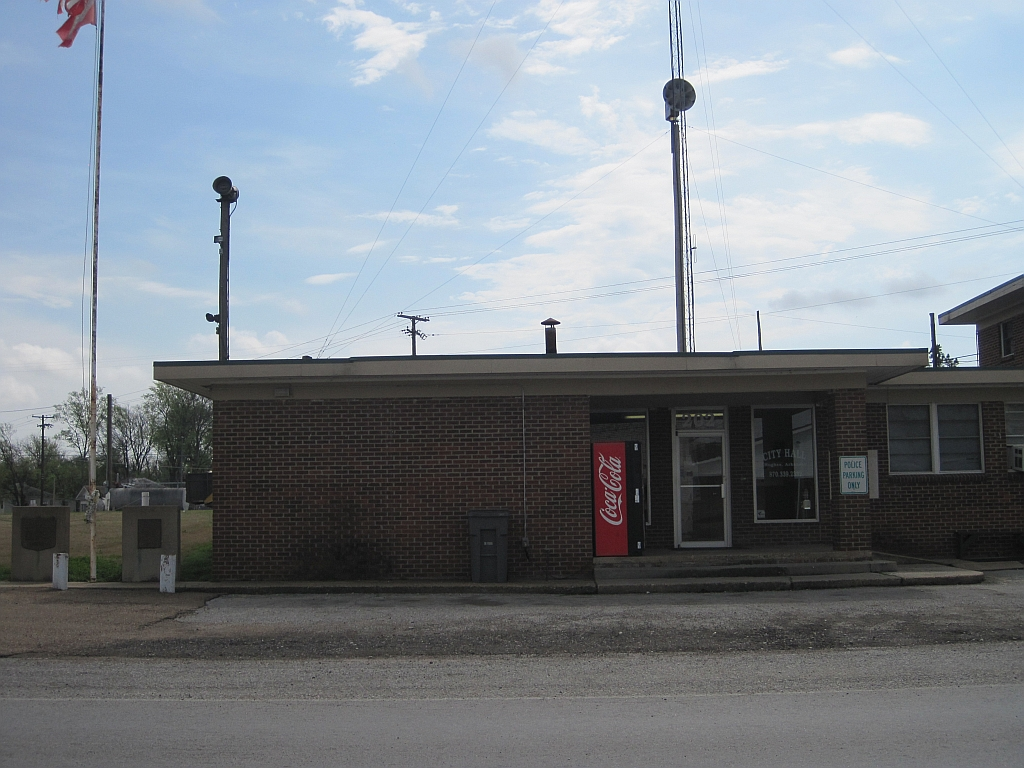
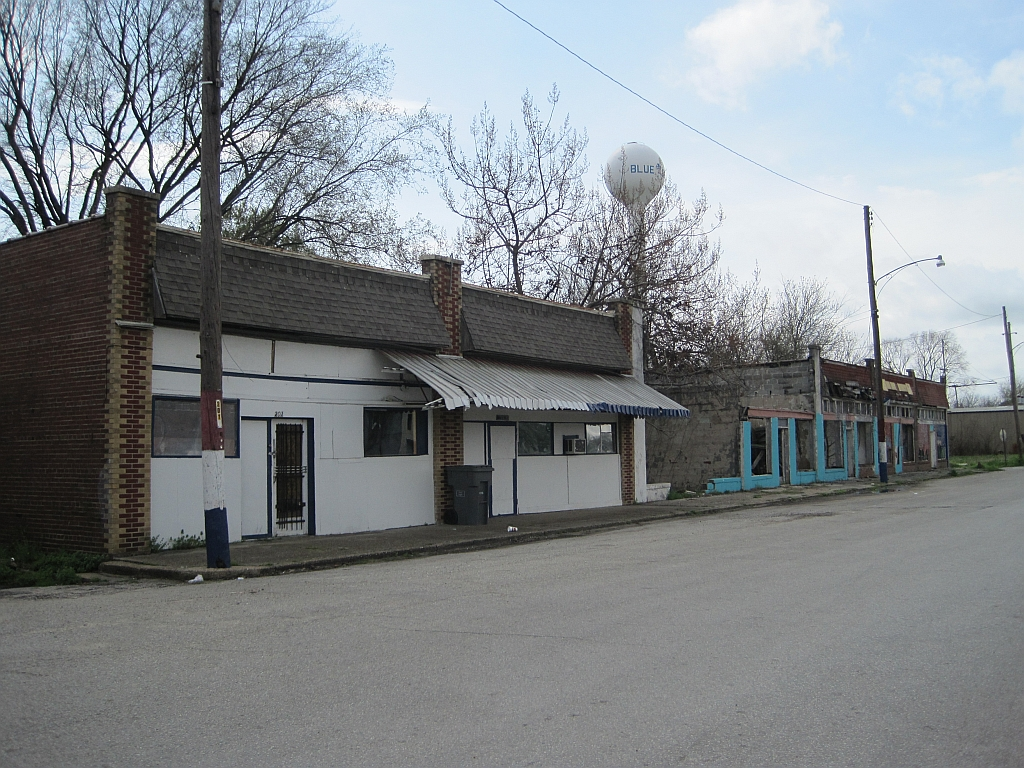
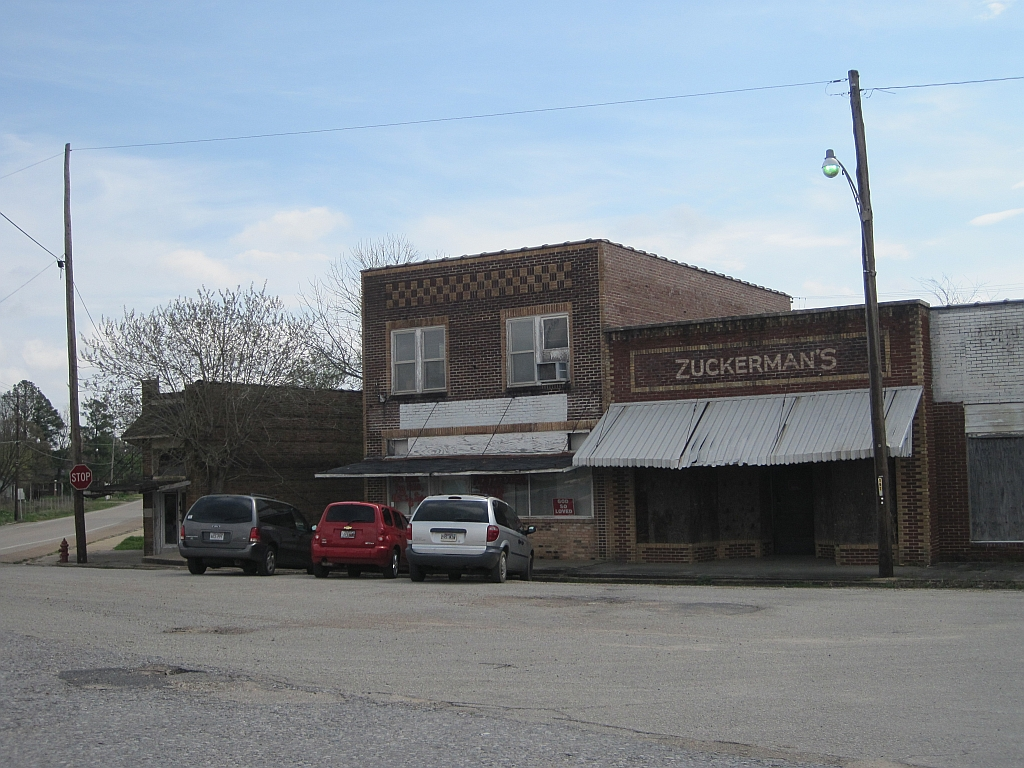